# 钟陵乡
钟陵乡，是中华人民共和国江西省南昌市进贤县下辖的一个乡镇级行政单位。

## 行政区划
钟陵乡下辖以下地区：
贤坊社区、钟陵村、巷里村、三岸村、田南村、龙泉村、东塘村、彭桥村、茶园村、罗盘村、下万村、东溪村、盛家村、盈塘村、蔡坊村、永桥农场生活区、水稻原种场生活区、石灰岭林场生活区和红旗林场生活区。